# Arboreto salvatico
Arboreto salvatico è una raccolta di racconti di Mario Rigoni Stern pubblicata nel 1991. Ogni racconto è dedicato ad una pianta diversa, e fornisce il pretesto per raccontare vicende personali e ricordi dell'autore.

## Contenuti
- Il larice
- L'abete
- Il pino
- La sequoia
- Il faggio
- Il tiglio
- Il tasso
- Il frassino
- La betulla
- Il sorbo
- Il castagno
- La quercia
- L'ulivo
- Il salice
- Il noce
- Il pioppo
- Il melo
- L'acero
- Il gelso
- Il ciliegio

## Edizioni
- Mario Rigoni Stern, Arboreto salvatico, Einaudi, 1996,  p. 106, ISBN 88-06-12983-X.